# Aikmofobi
Aikmofobi eller aichmofobi är en sjuklig rädsla för vassa saker, till exempel pennor, nålar, knivar, ett pekande finger eller till och med den skarpa änden av ett paraply. Ordet härstammar från grekiskans aichmē (spets) och phobos (rädsla).
Ibland används den generella termen för att hänvisa till vad som mer specifikt kallas trypanofobi, rädslan för sprutor.

### Fotnoter
1. ↑  Carling, Maria (24 januari 2013). ”Tio vanliga och tio ovanliga fobier”. http://www.svd.se. http://www.svd.se/nyheter/idagsidan/psykologi/vanliga-och-ovanliga-fobier_7855728.svd. Läst 31 maj 2013.
2. ↑  ”Lista på fobier!”. http://sverigesradio.se. 13 maj 2010. http://sverigesradio.se/sida/artikel.aspx?programid=2024&artikel=3694809. Läst 31 maj 2013.